# Coppa piacentina
La coppa piacentina DOP è un salume italiano a base di carne suina a denominazione di origine protetta, tipico della provincia di Piacenza, la cui ricetta originale, con tutta probabilità, ha origine nel comune di Carpaneto Piacentino.
È prodotta con carne proveniente dal collo del maiale e la lavorazione può avvenire esclusivamente nel Piacentino, mentre le carni possono provenire dall'Emilia-Romagna o dalla Lombardia. Il prodotto finito, dopo almeno sei mesi di stagionatura, ha forma cilindrica e peso superiore a 2,5 kg. Se prodotta in alta Val Nure al di sopra dei 900 m. è definita coppa di montagna.
La sua caratteristica peculiare è la "dolcezza", che richiede una percentuale di sale limitata e l'uso molto calibrato delle spezie che non devono sovrastare il  "profumo" del salume stagionato.

## Procedimento[1][2]
- Salatura: il muscolo, opportunamente tagliato in un solo pezzo, viene ricoperto con una miscela di sale e spezie e riposto in un ambiente freddo. Un tempo veniva  massaggiato a mano per far penetrare e assorbire sale e spezie.
- Fasciatura: il muscolo viene avvolto con cura nella "pelle di sugna": uno strato sottile e trasparente (il peritoneo) che avvolge l'intestino del maiale; questa "pelle" serve da protezione e contribuisce alla stagionatura, come il  budello del salame.
- Legatura: si procede a legare strettamente con un grosso spago tutta la coppa, per evitare che la  pelle di sugna si possa staccare facendo penetrare aria che potrebbe danneggiare il salume. Con un'estremità dello spago si crea un lungo anello che serve per appenderlo.
- Asciugatura: appesa per 10-15 giorni in un apposito locale, un tempo nel solaio, la coppa perde una notevole percentuale d'acqua.
- Stagionatura: è la fase molto delicata di  maturazione. La stagionatura deve portarsi a norma del disciplinare per almeno 6 mesi; questa lunga stagionatura la differenzia dalla Coppa di Parma, che invece ha una stagionatura minima di 60 giorni. Un tempo avveniva in cantina, oggi invece può essere svolta in appositi locali con condizioni ambientali controllate.